# 토이앤스토어
(주)토이앤스토어는 2011년 '아이들이 행복한 장난감 가게를 만들자!'는 모토 하에 시작되었다. 저희는 유럽목재교구 브랜드인 '하페'를 독점 수입/유통하고 있으며, 하페코리아 온라인 쇼핑몰을 직접 운영하고 있다. 2012년에는 어린이 안전교육 콘텐츠 '또조심' 애플리케이션을 개발하여 전세계로 판매하였다. 이후 '또조심'을 그림책으로 기획하여 출판하기도 했다. 현재 저희가 직접 수입/유통하고 있는 완구 브랜드는 스위스목재교구 하페, 영국 Roomii사의 신개념 리빙토이 몬스터 루미, 독일목재완구 '웨이킥', 덴마크 안전 헬멧 '크레이지 세이프티'가 있다.

## 연혁
- 2011년 4월 (주)토이앤스토어 창립(서울 강남구 논현동 소재)
- 2011년 4월 tonstore.com 온라인 쇼핑몰 오픈
- 2012년 7월 국민서관(주)의 어린이 안전교육 콘텐츠 <또조심>을 애플 앱스토어용 앱 개발, 유통
- 2013년 1월 경기도 파주시 파주출판문화정보산업단지로 본사 이전
- 2013년 3월 <또조심> 그림책 기획
- 2013년 4월 (주)토이앤스토어 파주출판단지 이전
- 2013년 7월 스위스 Hape International 사와 유아 교구, 장난감 국내독점 수입계약
- 2013년 9월 hapekorea.com 온라인 쇼핑몰 오픈
- 2013년 9월 '쿼드릴라' EBS-TV 광고 방송
- 2014년 3월 '아일랜드 주방놀이' EBS-TV 광고 방송
- 2014년 4월 영국 Roomii 사와 신개념 리빙토이 몬스터 루미 국내독점 수입계약
- 2014년 9월 몬스터 루미 론칭
- 2015년 1월 웅진씽크빅 북클럽 교구 선정
- 2015년 4월 독일목재완구 '웨이킥' 국내독점 수입계약
- 2015년 6월 웨이킥 론칭
- 2015년 7월 덴마크 안전 헬멧 '크레이지 세이프티' 국내독점 수입계약
- 2015년 12월 경기도 파주시 문발로 451 사옥 신축 이전

## 같이 보기
- 국민서관